# 타마라 살라사르
타마라 야하이라 살라사르 아르세(스페인어: Tamara Yajaira Salazar Arce, 1997년 8월 9일~)는 에콰도르의 역도 선수이다. 2020년 하계 올림픽에서 여자 헤비급 은메달을 획득했고 세계 선수권 대회에서 동메달 3개를 획득했다.